# ستيفن موريس (سياسي)
ستيفن موريس (بالإنجليزية: Stephen Morris)‏ هو سياسي أمريكي، ولد في 4 يناير 1946 في غاردن سيتي في الولايات المتحدة. حزبياً، نشط في الحزب الجمهوري. وقد انتخب عضو مجلس ولاية كانساس.